# Ronquerolles
Ronquerolles – miejscowość i gmina we Francji, w regionie Île-de-France, w departamencie Dolina Oise.
Według danych na rok 1990 gminę zamieszkiwało 696 osób, a gęstość zaludnienia wynosiła 147 osób/km² (wśród 1287 gmin regionu Île-de-France Ronquerolles plasuje się na 721. miejscu pod względem liczby ludności, natomiast pod względem powierzchni na miejscu 697.).